# NACRA Women’s Sevens 2009
NACRA Women’s Sevens 2009 – piąte mistrzostwa strefy NACRA w rugby 7 kobiet, oficjalne międzynarodowe zawody rugby 7 o randze mistrzostw kontynentu organizowane przez North America Caribbean Rugby Association mające na celu wyłonienie najlepszej męskiej reprezentacji narodowej w tej dyscyplinie sportu w strefie NACRA, które odbyły się wraz z turniejem męskim w Meksyku w dniach 14–15 listopada 2009 roku.
W zawodach triumfowała reprezentacja Gujany.

## Informacje ogólne
W marcu 2009 roku przyznano Meksykowi organizację NACRA Sevens 2009. Był to pierwsze tego rodzaju zawody organizowane przez ten kraj, były jednocześnie próbą generalną przed debiutem męskiego rugby 7 na igrzyskach panamerykańskich, który został zaplanowany na rok 2011. Areną zmagań podczas zawodów był Estadio Roberto Tapatío Méndez znajdujący się na południowych przedmieściach stolicy.
Zgłoszenia chętnych zespołów były przyjmowane do 7 września 2009 roku. W turnieju wzięło udział pięć reprezentacji, które rywalizowały w jednej grupie systemem ligowym. Zespoły z Meksyku i Bahamów wystąpiły w zawodach tej rangi po raz pierwszy.
Zawody były transmitowane w Internecie, następnie Federación Mexicana de Rugby umieściła je na swoim kanale YouTube.

## Zawody

### Mecze
| 14 listopada 2009 | Meksyk | 12:5 | Kajmany | Estadio Roberto Tapatío Méndez, Meksyk |
| 14 listopada 2009 |        |      |         | Estadio Roberto Tapatío Méndez, Meksyk |

| 14 listopada 2009 | Saint Lucia | 10:17 | Gujana | Estadio Roberto Tapatío Méndez, Meksyk |
| 14 listopada 2009 |             |       |        | Estadio Roberto Tapatío Méndez, Meksyk |

| 14 listopada 2009 | Kajmany | 0:24 | Gujana | Estadio Roberto Tapatío Méndez, Meksyk |
| 14 listopada 2009 |         |      |        | Estadio Roberto Tapatío Méndez, Meksyk |

| 14 listopada 2009 | Bahamy | 0:22 | Saint Lucia | Estadio Roberto Tapatío Méndez, Meksyk |
| 14 listopada 2009 |        |      |             | Estadio Roberto Tapatío Méndez, Meksyk |

| 14 listopada 2009 | Meksyk | 5:12 | Saint Lucia | Estadio Roberto Tapatío Méndez, Meksyk |
| 14 listopada 2009 |        |      |             | Estadio Roberto Tapatío Méndez, Meksyk |

| 14 listopada 2009 | Gujana | 45:0 | Bahamy | Estadio Roberto Tapatío Méndez, Meksyk |
| 14 listopada 2009 |        |      |        | Estadio Roberto Tapatío Méndez, Meksyk |

| 14 listopada 2009 | Meksyk | 12:17 | Bahamy | Estadio Roberto Tapatío Méndez, Meksyk |
| 14 listopada 2009 |        |       |        | Estadio Roberto Tapatío Méndez, Meksyk |

| 14 listopada 2009 | Kajmany | 0:15 | Saint Lucia | Estadio Roberto Tapatío Méndez, Meksyk |
| 14 listopada 2009 |         |      |             | Estadio Roberto Tapatío Méndez, Meksyk |

| 14 listopada 2009 | Kajmany | 22:12 | Bahamy | Estadio Roberto Tapatío Méndez, Meksyk |
| 14 listopada 2009 |         |       |        | Estadio Roberto Tapatío Méndez, Meksyk |

| 14 listopada 2009 | Meksyk | 5:33 | Gujana | Estadio Roberto Tapatío Méndez, Meksyk |
| 14 listopada 2009 |        |      |        | Estadio Roberto Tapatío Méndez, Meksyk |

| 15 listopada 2009 | Saint Lucia | 12:12 | Meksyk | Estadio Roberto Tapatío Méndez, Meksyk |
| 15 listopada 2009 |             |       |        | Estadio Roberto Tapatío Méndez, Meksyk |

| 15 listopada 2009 | Gujana | 47:0 | Bahamy | Estadio Roberto Tapatío Méndez, Meksyk |
| 15 listopada 2009 |        |      |        | Estadio Roberto Tapatío Méndez, Meksyk |

| 15 listopada 2009 | Gujana | 27:0 | Meksyk | Estadio Roberto Tapatío Méndez, Meksyk |
| 15 listopada 2009 |        |      |        | Estadio Roberto Tapatío Méndez, Meksyk |

| 15 listopada 2009 | Kajmany | 10:5 | Bahamy | Estadio Roberto Tapatío Méndez, Meksyk |
| 15 listopada 2009 |         |      |        | Estadio Roberto Tapatío Méndez, Meksyk |

| 15 listopada 2009 | Bahamy | 7:27 | Meksyk | Estadio Roberto Tapatío Méndez, Meksyk |
| 15 listopada 2009 |        |      |        | Estadio Roberto Tapatío Méndez, Meksyk |

| 15 listopada 2009 | Saint Lucia | 19:5 | Kajmany | Estadio Roberto Tapatío Méndez, Meksyk |
| 15 listopada 2009 |             |      |         | Estadio Roberto Tapatío Méndez, Meksyk |

| 15 listopada 2009 | Saint Lucia | nie odbył się | Bahamy | Estadio Roberto Tapatío Méndez, Meksyk |
| 15 listopada 2009 |             |               |        | Estadio Roberto Tapatío Méndez, Meksyk |

| 15 listopada 2009 | Gujana | 26:0 | Kajmany | Estadio Roberto Tapatío Méndez, Meksyk |
| 15 listopada 2009 |        |      |         | Estadio Roberto Tapatío Méndez, Meksyk |

| 15 listopada 2009 | Meksyk | 19:12 | Kajmany | Estadio Roberto Tapatío Méndez, Meksyk |
| 15 listopada 2009 |        |       |         | Estadio Roberto Tapatío Méndez, Meksyk |

| 15 listopada 2009 | Saint Lucia | 0:19 | Gujana | Estadio Roberto Tapatío Méndez, Meksyk |
| 15 listopada 2009 |             |      |        | Estadio Roberto Tapatío Méndez, Meksyk |